# 康弗斯 (印第安納州)
康弗斯（英語：Converse）是一個位於美國印地安納州格蘭特縣與邁阿密縣的城鎮。

## 人口
根據2010年美國人口普查的數據，康弗斯的面積為2.57平方千米，當中陸地面積為2.56平方千米，而水域面積為0.01平方千米。當地共有人口1,265人，而人口密度為每平方千米492人。